# Рота-д’Иманья
Рота-д’Иманья (итал. Rota d'Imagna) — коммуна в Италии, находится в области Ломбардия, в провинции Бергамо.
Население коммуны, на 01.01.2025 года, составляет 909 человек, плотность населения — 147,58 чел./км². Коммуна занимает площадь 5 км².
Почтовый индекс — 24037. Телефонный код — 035.
Покровителями коммуны почитаются святые апостолы Пётр и Павел, а также святой Сир из Павии, празднование 9 декабря.

## Демография
Динамика населения:

## Известные уроженцы
- Джакомо Кваренги (1744—1817) — итальянский архитектор и художник.